# Formule 3 v roce 1965

## Formule 3
- oranžově-společně s F2

- Mistr Itálie - Andrea De Adamich
- Mistr Francie - Jean-Pierre Beltoise
- Mistr Dánska - Jörgen Ellekaer
- Mistr Polska - Longin Bielak
- Mistr Británie - Roy Pike
- Mistr B.R.S.C.C. - Tony Dean

| Datum        | Závod                                    | Vítěz                   | Vůz                 | Výsledky |
| ------------ | ---------------------------------------- | ----------------------- | ------------------- | -------- |
| 4. duben     | Coppa dell'Autodromo di Monza            | Geki Giacomo Russo      | de Sanctis          | Výsledky |
| 11. duben    | Imola                                    | Geki Giacomo Russo      | de Sanctis          | Výsledky |
| 25. duben    | Nürburgring                              | Paul Hawkins            | Alexis Mk6          | Výsledky |
| 25. duben    | Pau                                      | Roy Pike                | Brabham BT16        | Výsledky |
| 25. duben    | Montlhéry                                | John Fenning            | Merlyn Mk9          | Výsledky |
| 2. květen    | Roskilde Ring                            | Jens-Christian Legarth  | Brabham BT15        | Výsledky |
| 2. květen    | Kiel                                     | Hans-Hermann Sibbert    | Panther Opel Kadett | Výsledky |
| 2. květen    | Magny-Cours                              | Roy Pike                | Brabham BT16        | Výsledky |
| 9. květen    | Zolder                                   | Jonathan Williams       | Brabham BT10        | Výsledky |
| 9. květen    | Trofeo Juan Jover                        | Geki Giacomo Russo      | BWA                 | Výsledky |
| 23. květen   | Prix de Paris                            | Charles Crichton-Stuart | Brabham BT10        | Výsledky |
| 27. květen   | Trofeo Bruno e Fofi Vigorelli            | Jonathan Williams       | Brabham BT10        | Výsledky |
| 29. květen   | Monako                                   | Peter Revson            | Lotus 35            | Výsledky |
| 30. květen   | Coppa dell'Autodromo di Monza            | Jonathan Williams       | Brabham BT10        | Výsledky |
| 5. červen    | Monza                                    | John Fenning            | Cooper T76          | Výsledky |
| 6. červen    | Grand Prix des Frontiéres                | John Cardwell           | Brabham BT15        | Výsledky |
| 13. červen   | Grand Prix de la Châtre                  | Silvio Moser            | Brabham BT6         | Výsledky |
| 13. červen   | Copenhagen Cup                           | Picko Troberg           | Brabham BT15        | Výsledky |
| 20. červen   | Coppa d'Oro Pasquale Amato               | Piers Courage           | Brabham BT10        | Výsledky |
| 20. červen   | Velika Nagrada Jadrana                   | Manfred Mohr            | Brabham BT10        | Výsledky |
| 27. červen   | Trophée d'Auvergne                       | Tommy Hitchcock         | Brabham BT16        | Výsledky |
| 27. červen   | Internationales DMV-Avusrennen           | Kurt Ahrens Jr          | Brabham BT16        | Výsledky |
| 27. červen   | Gran Premio della Lotteria di Monza      | Picko Troberg           | Brabham BT15        | Výsledky |
| 4. červenec  | Coupe Benelux                            | Jean Verstraeten        | Cocktail Ford       | Výsledky |
| 4. červenec  | Grand Prix de Reims - F2                 | Jean-Pierre Beltoise    | Matra MS1           | Výsledky |
| 4. červenec  | Grand Prix de Rouen - F2                 | Piers Courage           | Brabham BT10        | Výsledky |
| 11. červenec | Internationales HMSC-Flugpatzrennen      | Kurt Ahrens Jr          | Brabham BT16        | Výsledky |
| 18. červenec | Grand Prix de la Ville Nevers            | Trevor Blokdyk          | Brabham BT16        | Výsledky |
| 24. červenec | Internationales Trierer Flugplatzrennen  | Kurt Ahrens Jr          | Brabham BT16        | Výsledky |
| 25. červenec | Trophée de Cognac                        | Jean-Pierre Beltoise    | Matra MS1           | Výsledky |
| 25. červenec | Grande Prémio de Portugal                | Rodney Banting          | Cooper T76          | Výsledky |
| 8. srpen     | Grand Prix de Nogaro                     | Trevor Blokdyk          | Brabham BT16        | Výsledky |
| 15. srpen    | Copenhagen Grand Prix                    | Kurt Ahrens Jr          | Brabham BT16        | Výsledky |
| 29. srpen    | Zandvoort Trophy                         | Kurt Ahrens Jr          | Brabham BT16        | Výsledky |
| 29. srpen    | Grosser Preis der Avus                   | Manfred Mohr            | Brabham BT15        | Výsledky |
| 29. srpen    | Åbningslöbet                             | Curt-Rune Johansson     | Elva Ford           | Výsledky |
| 12. září     | Coupe de l'Avenir                        | Chris Irwin             | Elva Ford           | Výsledky |
| 12. září     | Coppa dell'Autodromo di Monza            | Bob Bondurant           | Lotus 35            | Výsledky |
| 19. září     | Coupe de Paris                           | Jean-Pierre Jaussaud    | Matra MS2           | Výsledky |
| 26. září     | Italy vs USSR                            | Luigi Malanca           | Wainer              | Výsledky |
| 26. září     | Grand Prix d'Albi - F2                   | Jean-Pierre Jaussaud    | Matra MS2           | Výsledky |
| 26. září     | Danmarksmesterskaber                     | Picko Troberg           | Brabham BT15        | Výsledky |
| 3. říjen     | Coupe du Salon                           | Charles Crichton-Stuart | Brabham BT10        | Výsledky |
| 3. říjen     | Internationales Flugplatzrennen Wunstorf | Kurt Ahrens Jr          | Brabham BT16        | Výsledky |
| 17. říjen    | Trofeo Luigi Musso                       | Geki Giacomo Russo      | Wainer              | Výsledky |
| 31. říjen    | Trofeo API                               | Massimo Natili          | BWA                 | Výsledky |

## Meisterschaft DDR (Mistrovství NDR)
| Datum        | Závod            | Vítěz                   | Vůz             | Výsledky |
| ------------ | ---------------- | ----------------------- | --------------- | -------- |
| 25. duben    | Halle-Saale      | Jacques Bernusset       | Cooper T76      | Výsledky |
| 4. červenec  | Bautzen          | Peter Findeisen         | Melkus Wartburg | Výsledky |
| 17. červenec | Sachsenring      | Charles Crichton-Stuart | Brabham BT10    | Výsledky |
| 29. srpen    | Schleiz          | Eric Offenstadt         | Lola T60        | Výsledky |
| 19. září     | Dresden-Hellerau | Christian Pfeiffer      | SEG Wartburg    | Výsledky |
| 26. září     | Bernau           | Jacques Bernusset       | Cooper T76      | Výsledky |

| *  | Jezdec                | Vůz             | Body |
| -- | --------------------- | --------------- | ---- |
| 1  | Willy Lehmann         | SEG Wartburg    | 25   |
| 2  | Christian Pfeifer     | SEG Wartburg    | 21   |
| 3  | Heinz Melkus          | Melkus Wartburg | 18   |
| 4  | Siegfried Seifert     | SEG Wartburg    | 18   |
| 5  | Peter Findeisen       | Melkus Wartburg | 16   |
| 6  | Siegfried Leutert     | SEG Wartburg    | 15   |
| 7  | Joachim Willmann      | SEG Wartburg    | 6    |
| 8  | Jürgen Käpller        | SEG Wartburg    | 5    |
| 9  | Hans Roediger         | Melkus Wartburg | 5    |
| 10 | Günther Klub          | Melkus Wartburg | 3    |
| 11 | Manfred Bretschneider | Melkus Wartburg | 3    |
| 12 | Frieder Rädlein       | Melkus Wartburg | 2    |
| 13 | Peter Bretschneider   | Melkus Wartburg | 2    |

## Svenska Mästerskapet (Mistrovství Švédska)
- žlutě-závody nezapočítávané do mistrovství.

| Datum      | Závod            | Vítěz          | Vůz          | Výsledky |
| ---------- | ---------------- | -------------- | ------------ | -------- |
| 25. duben  | Knutstorp        | Picko Troberg  | Brabham BT15 | Výsledky |
| 2. květen  | Skarpnäck        | Picko Troberg  | Brabham BT15 | Výsledky |
| 23. květen | Karlskoga        | Picko Troberg  | Brabham BT15 | Výsledky |
| 8. srpen   | Karlskoga        | Chris Irwin    | Brabham BT16 | Výsledky |
| 5. září    | Skarpnäck        | Trevor Blokdyk | Brabham BT16 | Výsledky |
| 12. září   | Knutstorp Cup    | John Fenning   | Cooper T76   | Výsledky |
| 3. říjen   | Karlskoga        | Picko Troberg  | Brabham BT15 | Výsledky |
| 24. říjen  | Skarpnäcksloppet | Picko Troberg  | Brabham BT15 | Výsledky |

| *  | Jezdec          | Vůz          | Body    |
| -- | --------------- | ------------ | ------- |
| 1  | Picko Troberg   | Brabham BT15 | 21 (35) |
| 2  | Yngve Rosqvist  | Cooper T67   | 14      |
| 3  | Lars Lindberg   | Brabham BT6  | 10      |
| 4  | Ulf Svensson    | Brabham BT15 | 8       |
| 5  | Hans Sjöstedt   | Lola         | 6       |
| 6  | Sven Andersson  | Cooper T59   | 6       |
| 7  | Hardy Sandström | Cooper       | 6       |
| 8  | Egert Haglund   | Brabham BT15 | 5       |
| 9  | Lars Bjuhr      | Cooper T67   | 5       |
| 10 | Gunnar Pedersen | Lotus        | 5       |
| 11 | Stefan Björk    | Sibre        | 4       |
| 12 | Åke Lindberg    | Cooper       | 3       |
| 13 | Hans Nilsson    | -            | -       |

## Mistrovství Československa
Mistr Republiky – Vladimír Hubáček
| Datum      | Závod          | Vítěz            | Vůz              | Výsledky |
| ---------- | -------------- | ---------------- | ---------------- | -------- |
| 1. května  | Brno           | Vladimír Hubáček | Melkus Wartburg  | Výsledky |
| 9. května  | Most           | Václav Bobek     | Škoda 1000MB F3  | Výsledky |
| 23. května | Jičín          | Leo Mattila      | Cooper T76       | Výsledky |
| 30. května | Cena Slovenska | Max Byczkowski   | Melkus Wartburg  | Výsledky |
| 5. září    | Štramberk      | Vladimír Valenta | Mustang Wartburg | Výsledky |
| 3. října   | Strahov        | Heinz Melkus     | Melkus Wartburg  | Výsledky |

## Pohár míru a přátelství
| Datum        | Závod         | Vítěz           | Vůz             | Výsledky |
| ------------ | ------------- | --------------- | --------------- | -------- |
| 30. květen   | Warszawa      | Heinz Melkus    | Malkus Wartburg | Výsledky |
| 18. červenec | Meisterschaft | Jerzy Jankowski | Malkus Wartburg | Výsledky |
| 25. červenec | Brno          | Heinz Melkus    | Malkus Wartburg | Výsledky |
| 19. září     | Budapest      | Heinz Melkus    | Malkus Wartburg | Výsledky |

Pohár národů
| * | Jezdec         | Body |
| - | -------------- | ---- |
| 1 | NDR            | 54   |
| 2 | Polsko         | 43   |
| 3 | Československo | 34   |
| 4 | Maďarsko       | 6    |

Pohár jednotlivců
| * | Jezdec            |
| - | ----------------- |
| 1 | Heinz Melkus      |
| 2 | Longin Bielak     |
| 3 | Siegfried Seifert |

## Mistrovství Sovětského svazu
| Datum        | Závod     | Vítěz             | Vůz             | Výsledky |
| ------------ | --------- | ----------------- | --------------- | -------- |
| 25. duben    | Moskva    | Vladimir Ptushkin | Malkus Wartburg | Výsledky |
| 24. červen   | Leningrad | Georgy Surguchev  | Malkus Wartburg | Výsledky |
| 31. červenec | Kaunas    | Georgy Surguchev  | Malkus Wartburg | Výsledky |
| 20. srpen    | Riga      | Závod zrušen      | -               | -        |
| 27. srpen    | Talin     | Závod zrušen      | -               | -        |

| * | Jezdec           |
| - | ---------------- |
| 1 | Georgy Surguchev |
| 2 | Ants Seiler      |
| 3 | Viktor Lapin     |